# Taverne Munroe
Pour les articles homonymes, voir Munroe.
La Taverne Munroe (anglais : Munroe Tavern) est un site historique de la guerre d'indépendance des États-Unis associé aux premières batailles du conflit, les batailles de Lexington et Concord. Située à Lexington dans le Massachusetts, cette ancienne taverne est depuis exploitée comme un musée.
La taverne porte le nom de la famille de William Munroe (1625 –1719), un immigrant britannique arrivé en Nouvelle-Angleterre à la suite de la bataille de Worcester.
Avant les batailles de Lexington et Concord (avril 1775), la taverne Munroe, appartenant au sergent William Munroe de la compagnie de milice du capitaine John Parker, était un lieu de rencontre pour les miliciens. Lors des batailles, la taverne sert de quartier général pour le britannique Hugh Percy.
La taverne est inscrite au Registre national des lieux historiques depuis 1976.